# Drzwi energooszczędne
Drzwi energooszczędne – (pasywne) drzwi zewnętrzne o podwyższonych parametrach termoizolacyjnych, posiadające rozwiązania mające na celu zminimalizowanie zużycia energii w trakcie eksploatacji.

## Cechy drzwi energooszczędnych
Najważniejszą cechą drzwi energooszczędnych, jest parametr zawarty w Deklaracji Właściwości Użytkowych (DWU): przenikalność cieplna wyrażona w wartości Ud= X W(m/K) (gdzie „X” – wartość parametru). W przypadku drzwi, parametr ten mówi nam o tym, ile energii cieplnej przeniknie przez drzwi (włącznie z ościeżnicą) (pionową przegrodę) w czasie jednej godziny, wliczając w to określoną powierzchnię drzwi. Aby można mówić o drzwiach energooszczędnych, wartość parametru Ud (przenikalność cieplna) powinna nie przekraczać wartości Ud=<1,3 W/(m2*K) co pozwala ograniczyć o 50% emisję ciepła w porównaniu do drzwi z maksymalnym dopuszczalnym przenikaniem ciepła na poziomie Ud=<2,3 W/(m2*K).
Do pozostałych parametrów zawartych w DWU, związanych z energooszczędnością zalicza się:
- odporność na obciążenie wiatrem
- przepuszczalność powietrza
- wodoszczelność
- właściwości związane z promieniowaniem i przenikalnością światła

Drzwi energooszczędne mogą mieć cechy drzwi antywłamaniowych. Drzwi antywłamaniowe nie muszą posiadać cech drzwi energooszczędnych.

## Zastosowanie drzwi energooszczędnych / pasywnych[6]
Drzwi energooszczędne stosowane są w budynkach publicznych, domach wielo- oraz jednorodzinnych. Zastosowanie drzwi energooszczędnych wpływa pozytywnie na bilans energetyczny budynku. Mogą być używanie w budynkach pasywnych, jak i nakierowanych na mniejsze zużycie energii. W niektórych przypadkach zastosowanie drzwi energooszczędnych powinno być tożsame z przeglądem wentylacji. W niektórych przypadkach zbyt duża szczelność, może wymagać zastosowania dodatkowych nawiewów.

### Funkcje drzwi energooszczędnych oraz drzwi pasywnych[7][8]
- Ochrona przed wiatrem, deszczem.
- Pionowa izolacja termiczna.
- Zabezpieczenie przed włamaniem.
- Zmniejszenie emisji ciepła.
- Ograniczenie wydatków związanych z ogrzewaniem pomieszczeń.
- Zwiększona szczelność (szczególnie istotne dla domów pasywnych z mechaniczną wentylacją oraz rekuperatorami).
- Zmniejszenie emisji CO2 w gospodarstwach domowych poprzez zmniejszenie zapotrzebowania na ciepło.

## Budowa drzwi energooszczędnych / pasywnych[9]
W porównaniu do drzwi najczęściej spotykanych na polskim rynku, drzwi pasywne oraz energooszczędne charakteryzuje:
- Dodatkowa uszczelka w skrzydle drzwiowym poprawiająca szczelność.
- Dodatkowa uszczelka w ościeżnicy drzwiowej.
- Zwiększona grubość skrzydła drzwiowego.
- Zwiększona szerokość ościeżnicy.
- Ościeżnica wykonana z drewna, bądź mieszana (aluminium plus kompozyt) z przegrodami termicznymi.
- Ciepły próg z kompozytu lub próg składający się z połączenia aluminium oraz kompozytu.
- Dodatkowe uszczelki włosowe pod skrzydłem, bądź automatycznie opadające uszczelki zapewniające zwiększoną szczelność.
- Dodatkowe uszczelki w dolnych narożnikach ościeżnicy zapobiegające przedmuchom w tej strefie (windstopery).
- Niekiedy można spotkać hakowy zamek listwowy który ma za zadanie po części zwiększyć docisk skrzydła do ościeżnicy od strony zamkowej.

W drzwiach energooszczędnych oraz pasywnych mogą występować przeszklenia tak samo jak w drzwiach tradycyjnych. Składają się one z pakietu 3-szybowego, klejonego na ramce aluminiowej. Niemniej każde przeszklenie podwyższa (pogarsza) parametr przenikalności cieplnej dla skrzydła drzwiowego.
Najczęstszą metodą wykonywania pomiarów dla Deklaracji Właściwości Użytkowych jest przedstawienie skrzydła drzwiowego pełnego (bez przeszkleń), co gwarantuje lepsze wyniki podczas testów.

## Ciepły montaż[10][11]
Aby zmaksymalizować efekt zaleca się stosowanie tzw. „ciepłego montażu” drzwi energooszczędnych lub pasywnych. Ciepły montaż jest uważany jako jeden z elementów drzwi energooszczędnych. W porównaniu do klasycznego montażu w glifie, tu cała ościeżnica wysunięta jest przed lico otworu drzwiowego i zrównana jest ona płaszczyzną z izolacją termiczną budynku.
Montaż ten przede wszystkim należy rozpocząć od zastosowania uchwytów pozwalających zamontować drzwi „przed” otworem, gdzie niebawem będzie izolacja termiczna (zachowując kolejność budowy domu zgodnie ze sztuką budowlaną).
Pomiędzy ościeżnicę a mur w klasycznym montażu stosuje się piankę poliuretanową rozprężną, zaś przy montażu ciepłym stosuje się specjalistyczne taśmy rozprężne które jednocześnie stają się izolacją termiczną, jak i membraną przepuszczającą parę wodną z wnętrza budynku.

## Podział drzwi energooszczędnych[12][13][14]

### Ze względu na parametr Ud
- drzwi energooszczędne:

1. wyższy zakres parametru Ud (Ud≥1.1 W/(m2*K))
2. niższy zakres parametru Ud (Ud<1.1 W/(m2*K))

- drzwi pasywne: Ud=<0,8 W/(m2*K).

### Ze względu na bazowy materiał konstrukcyjny
- Drzwi PCW – profil aluminiowy pokryty PCW stanowiący trzon konstrukcji [ramę], który wypełniony jest komorowym PCW.

- Drzwi aluminiowe – dwa profile aluminiowe połączone kompozytem ograniczającym przewodnictwo cieplne,
- Drzwi stalowe wraz z ościeżnicą składającą się z profili aluminiowych połączonych kompozytem. Drewniana rama (ramiak) wypełniona pianką poliuretanową obleczona stalowym płaszczem wraz z ww. ościeżnicą:

1. drzwi energooszczędne (wyższy zakres parametru Ud);
2. drzwi energooszczędne (niższy zakres parametru Ud);
3. drzwi pasywne.

- drzwi drewniane – drewniana rama wypełniona pianką poliuretanową obleczona płytami sklejki wodoodpornej:

1. drzwi energooszczędne (wyższy zakres parametru Ud);
2. drzwi energooszczędne (niższy zakres parametru Ud);
3. drzwi pasywne.